# Печериця рудіюча отруйна
Печериця рудіюча отруйна (Agaricus xanthodermus Gen.) — отруйний гриб з родини агарикових — Agaricaceae.

## Будова
Плодове тіло біле, брудно-біле, від дотику одразу жовтіє, м'якуш гриба має запах карболової кислоти. Шапинка 5—8(12) см у діаметрі, напівсферична, згодом опукло- або плоскорозпростерта, гладенька, до краю луската, часто тріщинувата; при підсиханні коричнювато- або бурувато-сіра з білуватими плямами. Пластинки рожеві, з віком коричневі. Спорова маса коричнева. Спори 5—6(7—9) X (3)3—4,5(6) мкм. Ніжка дорівнює діаметру шапки або коротша, порожня, кольору шапки, біля основи жовта, гладенька. Кільце вузьке, товсте, повисле, біле, по краю жовтувате, нестійке. М'якуш шапки білий, бруднувато-білий, м'якуш ніжки — біля основи жовтуватий із запахом карболової кислоти, у сухих плодових тілах сіруватий з легким фіолетовим відтінком, при розрізанні на повітрі м'якуш ніжки жовтіє, а біля основи — стає помаранчевим.

## Поширення та середовище існування
Росте печериця рудіюча у липні — жовтні в садах, парках, на луках, в лісах на галявинах. Поширена по всій Україні.І поширена в Німеччині.

## Практичне використання
Отруйний гриб, при вживанні спричинює тяжке шлунково-кишкове захворювання. Природа отрути, властивої грибу, не з'ясована.
Використовують у народній медицині як джерело лікарських речовин.

## Джерела

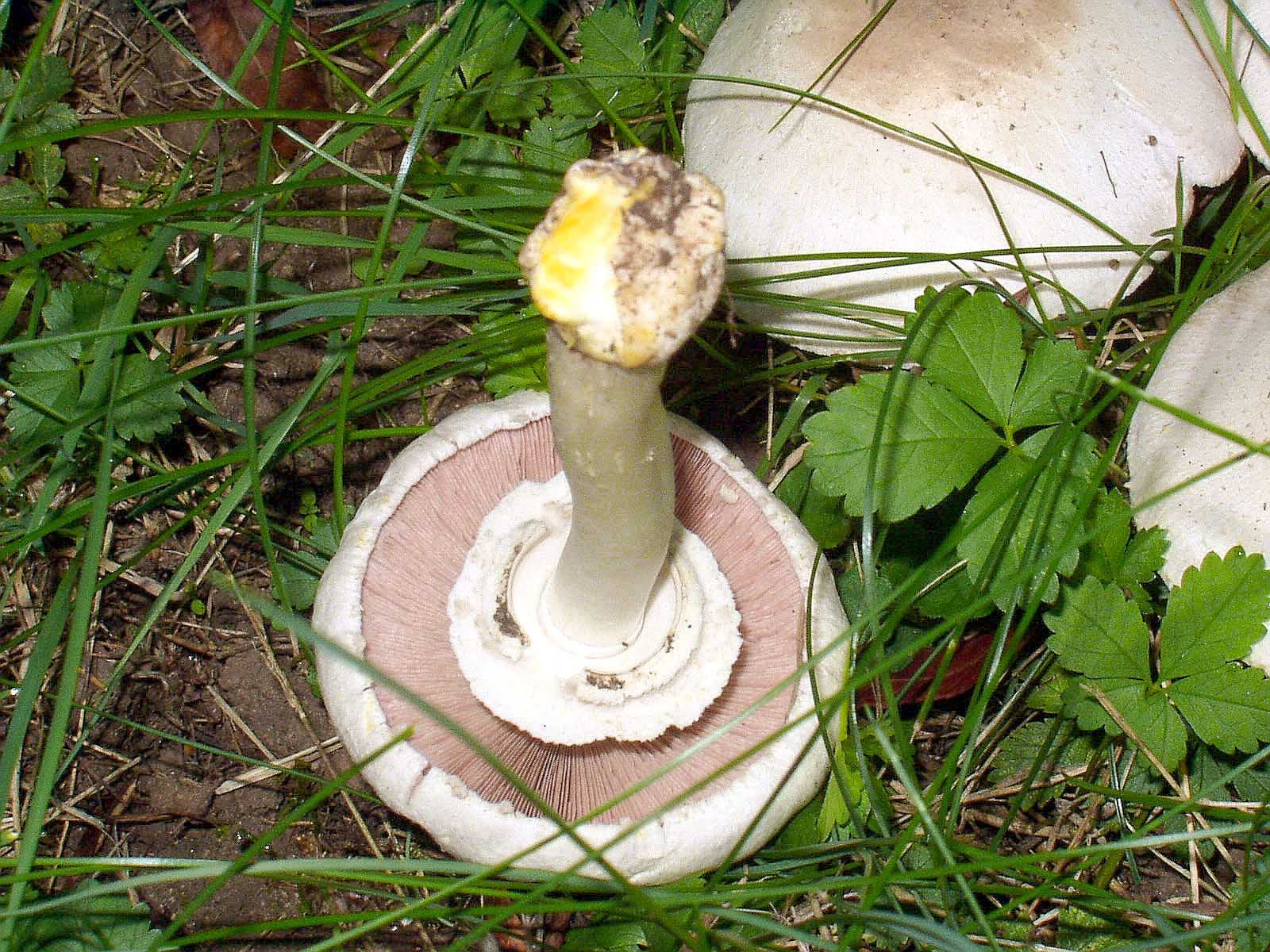